# ماديسون لينتز
ماديسون لينتز هي ممثلة أمريكية ولدت في 11 مايو 1999.

## روابط خارجية
- ماديسون لينتز على موقع IMDb (الإنجليزية)
- ماديسون لينتز على موقع ألو سيني (الفرنسية)
- ماديسون لينتز على موقع قاعدة بيانات الفيلم (الإنجليزية)